# Esquí acuático en los Juegos Centroamericanos y del Caribe

Esquí acuático

La prueba de Esquí acuático fue admitida en los Juegos Centroamericanos y del Caribe desde la vigésima edición que se celebró en Cartagena de Indias en Colombia en 2006.

## Medallero Histórico
Actualizado Veracruz 2014
| Núm. | País           | Oro | Plata | Bronce | Total |
| ---- | -------------- | --- | ----- | ------ | ----- |
| 1    | Colombia (COL) | 1   | 1     | 2      | 4     |
| 2    | México (MEX)   | 1   | 1     | 0      | 2     |

- Datos: Q21002806